# День працівників гідрометеорологічної служби
День працівників гідрометеорологічної служби — професійне державне свято України для тих, хто причетний до роботи гідрометцентру країни. Відзначається щорічно 19 листопада з 2003 р.

## Історія
День працівників гідрометеорологічної служби отримав в Україні статус офіційного державного професійного свята у 2003 році.
11 березня 2003 р. другий президент України Леонід Данилович Кучма підписав Указ  N 208/2003 «Про День працівників гідрометеорологічної служби», який наказував відзначати цю дату щорічно 19 листопада. У президентському указі зокрема говорилося, що нове професійне свято в країні вводиться "враховуючи важливу роль працівників гідрометеорологічної служби у забезпеченні органів державної влади, органів місцевого самоврядування, населення гідрометеорологічною інформацією, прогнозами і попередженнями про небезпечні та стихійні явища, у вирішенні інших загальнодержавних завдань…..
Введення цього свята є данина поваги з боку української влади всім працівникам гідрометеорологічної служби України, що підтверджують слова президента Ющенка, який у 2008 р. у своєму вітальному посланні сказав:

Ви робите важливу справу — прогнозуєте погоду, попереджуєте людей про небезпечні природні явища. Без ваших прогнозів вже неможливо уявити повсякденне життя наших громадян. Своєчасної та достовірної інформації про погодні умови чекає від вас вітчизняне господарство.

## Святкування
Традиційно в цей день керівництво та вищі посадові особи України вітають гідрометеорологів з цим професійним святом, найзначущі з них нагороджуються преміями, пам'ятними подарунками, урядовими грамотами, подяками керівництва тощо.

### Законодавчі документи
- Закон України «Про гідрометеорологічну службу» на Сайті Верховної Ради України [Архівовано 31 серпня 2017 у Wayback Machine.]